# トム・シックス

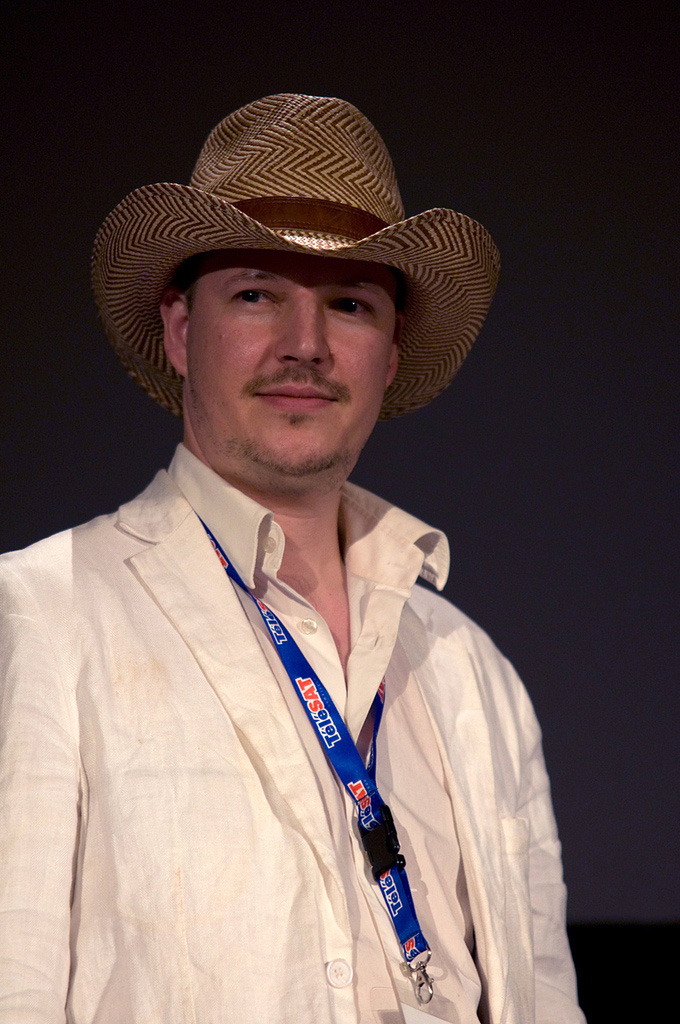

トム・シックス（Tom Six、1973年8月29日 - ）は、オランダの映画監督、脚本家、映画プロデューサー。ホラー映画『ムカデ人間』シリーズで知られる。

## 作品
- Gay in Amsterdam(2004年)
- Honeyz(2007年)
- I Love Dries（2008年）- 監督・脚本・編集・出演
- ムカデ人間 The Human Centipede (First Sequence)（2009年）- 監督・脚本・製作・編集
- ムカデ人間2 The Human Centipede 2 (Full Sequence)（2011年）- 監督・脚本・製作
- ムカデ人間3 The Human Centipede 3 (Final Sequence)（2015年）- 監督・脚本・製作・出演
- The Onania Club（2020年）- 監督・脚本・製作